# 榮總路
榮總路（Rongzong Rd.）為高雄市左營區的南北向道路，起端銜接華夏路，末端為大中一路，是高雄榮民總醫院的聯外道路之一。

## 行經行政區域
- 左營區

## 沿線設施
（由北至南）
- 7-Eleven華民門市
- 榮光公有停車場
- 老先覺麻辣窯燒鍋高雄榮總店
- 全家便利商店福榮門市
- 福山公園
  - 左營福山里活動中心
- 高雄榮民總醫院
- 康是美高榮門市
- 杏一醫療用品高榮二店
- 7-Eleven新高榮門市
- 杏一醫療用品高雄榮總店
- 遠傳電信高雄榮總直營門市

## 公共自行車
- 高雄市公共自行車租賃系統：
  - 榮光公有停車場：榮總路339號

## 相關連結
- 高雄市主要道路列表